# Pierre Reyniel
Pierre Reyniel (18?? – 1918) foi o pseudônimo da poetisa francesa Louise Perny, forçada por convenção a publicar sob esse nome masculino, e cuja poesia é facilmente encontrada nas canções de Cécile Chaminade e diversos outros autores.

## Contribuições
| 1. | 1. |